# Mesake Davu
Pas d'image ? Cliquez ici

a Compétitions nationales et continentales officielles uniquement.

b Matchs officiels uniquement.
Dernière mise à jour le 2 août 2018.
Mesake Davu est né le 28 septembre 1976 à Nadi (Fidji). C’est un joueur de rugby à XV, qui joue en équipe des Fidji, évoluant au poste de troisième ligne centre (1,96 m pour 100 kg). 

## Carrière de joueur

### En club
- Nadi  Fidji
- Northland  Nouvelle-Zélande NPC 2004-2005

### En équipe nationale
Il a disputé son premier match avec l'équipe des Fidji le 10 novembre 2001 contre l'équipe d'Italie.

## Palmarès

### En équipe nationale
- 2 sélections en équipe des Fidji
- Sélections par année : 2 en 2001